# Asociación de Investigadores e Investigadoras del Fútbol Chileno
La Asociación de Investigadores e Investigadoras del Fútbol Chileno (ASIFUCH) es una institución chilena fundada el 27 de abril de 2020, cuyo objetivo es fomentar la investigación de antecedentes históricos, estadísticos, tácticos y sociales del fútbol, tanto chileno como mundial.

## Historia
Los orígenes de la Asociación de Investigadores e Investigadoras del Fútbol Chileno datan del 2 de febrero de 2017, cuando un grupo de investigadores e historiadores de fútbol se reunió con el fin de sentar las bases de una organización que aglutinara a expertos e investigadores de los diferentes clubes de Chile. Durante casi tres años, este colectivo sólo se limitó a un grupo de WhatsApp donde compartían datos y experiencias en torno a este deporte.
Finalmente, a inicios de 2020 y debido a la suspensión de las actividades futbolísticas producto de la pandemia de COVID-19, fue lanzada la idea de realizar una reunión virtual con el fin de dar el puntapié definitivo de esta institución. Dicha reunión se celebró el 27 de abril de 2020, fundación de la organización.
Luego, el 25 de mayo de 2020, se eligió la primera directiva de la asociación, y el 19 de junio de 2020 fue lanzado el sitio web de la asociación, en conmemoración de la fundación de la Football Association of Chile ocurrida esa misma fecha, en 1895.
ASIFUCH obtuvo su personalidad jurídica el 6 de noviembre de 2021, ante el ministro de fe de la Municipalidad de Santiago, Mauricio Oros.

## Objetivos
Entre sus objetivos, se encuentra fomentar la investigación rigurosa de sus integrantes, de todos los antecedentes históricos, estadísticos, tácticos y sociales del fútbol a nivel nacional e internacional.
Sus objetivos específicos son:
- Participar y generar encuentros y jornadas de promoción de la labor investigadora de antecedentes y estudio del fútbol.
- Promover y difundir, en todos los formatos posibles, sus investigaciones como institución, así como la de sus integrantes de manera particular.
- En general, realizar todas aquellas acciones encaminadas a la mejora de los fines propuestos.

## Socios
- Fundadores: David Saldivia, Diego Barrios, Fabián Mardones, Germán Toro, Gonzalo Freire, Gonzalo Flores, Gustavo Villafranca, Jaime Rodríguez, Luis Torres, Marco Rojas, Nicolás Aguilera, Ricardo Muñoz, Rino Curotto, Rodrigo Zuleta, Sebastián Núñez y Sebastián Vergara.
- Honorarios: Edgardo Marín, Luis Osses, Julio Salviat, Bernardo Guerrero y Gino Barducci.

## Organización
En mayo de 2020, se eligió el primer directorio de ASIFUCH quedando constituido por:
- Presidente: Sebastián Núñez.
- Secretario: Cristián Dibán.
- Tesorero: Jaime Rodríguez.
- Directores: Nicolás Aguilera, Felipe Fernández, Rino Curotto y Fabián Mardones.

Luego de la obtención de la personalidad jurídica, en junio de 2022, se eligió el directorio para el periodo 2022-2024:
- Presidente: Sebastián Núñez.
- Vicepresidenta: Carolina Cabello.
- Secretario: Cristián Dibán.
- Tesorero: Rino Curotto.
- Directores: Nicolás Aguilera, Felipe Fernández y Nicolás Sandoval.[2]

En mayo de 2024, se realizaron las segundas elecciones, con el fin de elegir el directorio para el periodo 2024-2026:
- Presidente: Rino Curotto.
- Vicepresidente: Ilich Rivas.
- Secretario: Gonzalo Freire.
- Tesorero: Fabián Mardones.
- Directores: Matías Aracena, Heriberto Llanos y Sebastián Núñez.[3]

## Secciones
Entre los distintos ámbitos que cubre ASIFUCH, destacan publicaciones sobre notas históricas de la selección de fútbol de Chile, reseñas de clubes, biografías y entrevistas a jugadores, estadísticas de campeonatos, críticas de libros, notas sobre fútbol amateur, columnas de opinión, rescate de fotografías históricas, además de contar con un departamento de fútbol femenino.

## Publicaciones destacadas
El Diario Concepción, en su edición del 21 de junio de 2020, destacó en una nota a la agrupación:

«Son casi 20 integrantes, repartidos entre Iquique y Magallanes y 3 de ellos de nuestra región: Luis Torres, Fabián Mardones y Nicolás Aguilera. Todos son busquillas y han dedicado mucho tiempo a recopilar y confirmar datos, pero lo suyo es compartir. No guardarlos en un cajón. Así nace Asifuch».

A finales de ese mismo mes, ASIFUCH saltó a la palestra cuando propuso a la «comunidad futbolística» chilena, una revisión sobre el récord del goleador de la Primera División, lo que dio paso a un debate sobre los criterios para determinar tal estadística, tema que en Chile comenzó a adquirir relevancia a partir del trabajo de su socio honorario Edgardo Marín y revitalizado en los últimos años por diversos autores. El debate alcanzó a la Asociación Nacional de Fútbol Profesional (ANFP), en la voz de su gerente de «Ligas Profesionales», Rodrigo Robles, quien indicó como criterio el conteo efectivo de las anotaciones en partidos finalmente definidos por secretaría, ratificando a Esteban Paredes como el máximo anotador, con 216 goles.
En el mes de agosto de 2020, la agrupación inició conversaciones con el Centro para la Investigación de la Historia del Fútbol (CIHF) para avanzar hacia un convenio de colaboración que permita realizar un intercambio de información entre ambas instituciones.
El 10 de septiembre de 2020, el portal El Desconcierto publicó la nota de ASIFUCH: «Cómo el golpe militar truncó el sueño de la selección chilena de fútbol amateur», resaltando el valor histórico en el rescate de la memoria que realiza la agrupación.
En junio de 2021, ASIFUCH lanzó un «Anuario del Fútbol Chileno 2020», gratuito y digital, consistente en una recopilación de más de 350 páginas con reseñas e información estadística sobre los 73 clubes de los principales torneos de Chile, así como datos inéditos del fútbol femenino.